# Луш (Моран)
Луш (порт.  Luz) — фрегезия (район) в муниципалитете Моран округа Эвора в Португалии. Территория — 50,90 км². Население — 373 жителей. Плотность населения — 7,3 чел/км².
Деревня Луш попала под затопление водохранилищем Алкева. Строительство новой деревни началось в 1999 году. В 2002 году жители были переселены в новую деревню. В церемонии открытия новой деревни принял участие премьер-министр Дуран Баррозу. В 2003 году старая деревня снесена.